# Olivier Eggimann
Olivier Eggimann (Renens, 28 gennaio 1919 – 16 aprile 2002) è stato un calciatore svizzero, di ruolo centrocampista.

## Palmarès

### Club

#### Competizioni nazionali
- Campionato svizzero: 2

Servette: 1949-1950
La Chaux-de-Fonds: 1953-1954, 1954-1955
- Coppa Svizzera: 5

Young Boys: 1944-1945
Servette: 1948-1949
La Chaux-de-Fonds: 1953-1954, 1954-1955, 1956-1957